# Michal Weigel
Michal Weigel (* 28. prosince 1954) je český grafik působící jako technik a herec malých rolí v Divadle Járy Cimrmana (DJC). Je synem výtvarníka a herce Jaroslava Weigela.

## Životopis
Roku 1979 nastoupil jako kulisák a technik do Divadla Járy Cimrmana, kde už působil jeho otec Jaroslav (1931–2019) jako herec a výtvarník. Jako mnoho dalších techniků divadla začal postupně dostávat i malé herecké role v seminářích a hrách, především různých asistentů a málomluvných vedlejších postav. Těžištěm jeho činnosti v divadle byly vždy technická a grafická práce, na níž spolupracoval se svým otcem. 
V DJC působí jako kulisák také jeho syn Michal Weigel.

## Divadelní role
Michal Weigel se z pozice kulisáka na jevišti objevoval a objevuje v němých rolích asistentů v seminářích her či v roli jeskyňky ve hře Blaník. Své místo v hereckém souboru získal po svém obsazení do dvojrole Papouška a baronovy matky ve hře Němý Bobeš. Velmi často hraje v alternaci se Zdeňkem Škrdlantem. Aktuálně se objevuje v těchto rolích:
- Němý Bobeš – Papoušek a baronova matka,
- Švestka – drážní inspektor Kryštof Nastoupil,
- České nebe – Miroslav Tyrš.

Dříve ztvárňoval také tyto role:
- Afrika – domorodec Uku,
- Lijavec – čtvrtý dědek v roli mlynáře.

## Filmové role
- Nejistá sezóna (1987, hraný film) – kulisák Michal Kubíček (de facto sám sebe),
- Tvrdý chleba (1990, hraný film),
- Stopy Járy Cimrmana (2023, hraný dokumentární seriál) – Weigel, majitel koně (de facto sám sebe),
- Cimrmani zblízka (2024, dokumentární film).